# بوئنا ویستا (کلرادو)
بوئنا ویستا (به انگلیسی: Buena Vista) شهری در ایالت کلرادو کشور ایالات متحده آمریکا است که جمعیت آن در سرشماری سال ۲۰۱۰ میلادی، ۲٬۶۱۷ نفر بوده‌است.